# Угашени вулкани Србије
Угашени вулкани су једна од две групе неактивних вулкана и код њих се ерупција одиграла давно у геолошкој историји. Друга група неактивних вулкана су "успавани" вулкани и код њих се последња ерупција десила пре неколико векова, односно у току писане историје.

## Увод
Наука која се бави ерупцијама вулкана зове се вулканологија, а реч Вулкан потиче од имена острва Вулкано у Тиренском мору. Вулканолози деле вулкане на активне и неактивне (угашени и "успавани"). У пракси је тешко утврдити ком типу вулкан припада, па у пракси постоје разне варијације.
Стари Римљани су веровали да је острво Вулкан заправо димњак из ковачнице бога Вулкана, кроз који се повремено избацује пепео и жар из огњишта ковачнице. Када би острво погодио земљотрес праћен експлозијама то је приписивано жару рада бога који кује оружје за бога рата Марса и његову пратњу.

## Светски неактивни вулкани

### Угашени вулкани
- вулкани на Хавајима (Hawaiian–Emperor seamount chain)у Тихом океану
- Hohentwiel (Немачка)
- Shiprock (САД)
- Zuidwal (Холандија)
- Дворац Единбург (Шкотска) налази се на врху угашеног вулкана

### "Успавани" вулкани
- Фуџи(Fuji) (Јапан)
- Килиманџаро (Kilimanjaro) (Танзанија)

## Вулкани у Србији
Главни изливи млађих еруптивних стена на Балканском полуострву везани су за Родопску масу (прелазну зону и за јужни обод Балкана), као и за границу између Балкана и јужних Карпата, односно црноречку котлину.
У Србији данас нема активних вулкана и вероватноћу да ће их у будућности бити меримо хиљадама година. Међутим у геолошкој историји подручје Србије је било веома активно, а трагови тих вулкана и данас постоје.
Како су изгледале вулканске области Србије?
Пионири геолошке науке у Србији су вредно обавили свој посао, па је тешко наћи и најмању појаву еруптивних стена о којој не постоји петрографски приказ или барем кратка белешка у другом делу "Геологије Србије" Јована М. Жујовића из 1900. године, или неки вулканогени облик у рељефу који није поменут у "Геоморфологији" Јована Цвијића из 1924. године. Од најстаријег геолошког времена до данас на подручју Србије било је разних вулканских активности, али је детаљнија реконструкција могућа само за последњих 300 милиона година. То обухвата вулкане каснопалеозојске (пре 300 милиона година), тријаске (пре 220 милиона година), јурске (пре 150 милиона година), горњокредне (пре 90 милиона година) и терцијарне (пре 65 милиона година) старости.

### Трагови кодБољетина
Крајем палеозоика на подручју источне Србије одвијао се субаерски вулканизам, углавном киселог карактера (карактерише га лава са доста силицијума и мање магнезијума и гвожђа). Продукти ових ерупција су ретки у Србији и јављају се само мали остаци излива лаве и вулканокластита код Бољетина, али су ове стене данас углавном под водом. Најупечатљивији су риолитски остаци Трескавца видљиви са пута Голубац-Доњи Милановац. Посебна занимљивост је да су комади ових вулканских стена, посебно они од силификованог вулканског стакла, коришћени у Лепенском Виру у индустрији окресаног камена.

### Тимочки кратер
У тимочком подручју (од Мајданпека на северу до Књажевца на југу) у време горње креде образовано је доста истакнутих вулканских купа сложене грађе - стратовулкана. Активних стратовулкана, до пре неколико милиона година, било је у словачким и румунским Карпатима, а данас се налазе у разним деловима света попут Боливије, Чилеа и Индонезије.
У источној Србији горњокредни вулканизам био је централног типа и производио је лаве андезитског карактера. Растопи су били богати гасовима што је предуслов за бурна вулканска дејства.
Вулкани у тимочком подручју по дејству су били слични вулканима Мон Пеле (острво Мартиник, Антили), Мерапи (Индонезија), Мајон (Филипини) или Котопакси (Еквадор). Данас су бројни остаци горњокредних стратовулкана у том подручју: Црни врх, Тилва Њагра, околина села Јасиково и Влаоле, околина Брестовачке Бање, Чока Марин и друга места.
Промени рељефа и првобитног вулканогеног пејзажа допринео је и сам човек. На пределу где се некад уздизао борски стратовулкан Тилва Рош данас је површински коп пречника од неколико километара.

### Вулканизам у доба терцијара
После затишја на почетку терцијара подручје Србије, пре око 4о милиона година, захвата интензивна вулканска активност.
Рудничко-борачко-котленичка област, копаоничка област, као и комплекси Голије, Рогозне, Радана (Леце) и Сурдулице су највеће терцијарне вулканске области у Србији. Осим тога срећу се вулканске области на Фрушкој гори и у Шумадији (Авала, Космај, Жути оглавак и Кљештевица). Стене вулканског порекла налазе се и на северу Војводине где су прекривене млађим седиментима таложеним у Панонском мору. Вулканизам у доба терцијара био је веома разноврстан па се може речи да је било готово свих познатих вулканолошких процеса.
На неким местима мирно се изливала базалтна лава (Коритник код Сјенице, Мутол врх код Новог Пазара), а у другим деловима долазило је само до надимања густих маса киселе лаве и стварања дома или некова (Острвица на Руднику, Тријеска код Горњег Милановца, Борачки крш или Звечан).
Експлозивна активност иде од краткотрајних базалтних ерупција (Дружетићи код Чачка) па до жестоких пароксизама лаве богате силицијумом и воденом паром.
Разарајуће ерупције са еруптивним стубовима налик на "печурке" после нуклеарних експлозија биле су у време терцијара у Србији честа појава. Поједине еруптивне фазе на Радан планини или на Руднику биле су попут најјачих вулканских ерупција које су икад забележене (ерупција вулкана на острву Кракатау 1883. године или ерупција Везува 79. године нове ере).
Огромне количине лаве која је избачена у релативно кратком времену учиниле су магматске резервоаре у плитким деловима Земљине коре релативно испражњеним што је резултирало слегањем тла и образовањем циркуларних депресија које називамо калдерама попут добро очуване гајтанске калдере у лецком вулканогеном комплексу или више мањих калдера у рудничко-борачко-котленичкој области.